# CLC (Band)
CLC (koreanisch 씨엘씨) ist eine südkoreanische Girlgroup der dritten K-Pop-Generation, die 2015 von Cube Entertainment gegründet wurde. CLC steht für Crystal Clear. Die Gruppe debütierte offiziell am 19. März 2015 mit dem Mini-Album First Love. Aktuell besteht CLC aus fünf Mitgliedern: Seunghee, Yujin, Seungyeon, Yeeun und Eunbin. Der offizielle Fanclub-Name der Gruppe lautet Cheshire.

## Geschichte

### 2015: Debüt mitFirst LoveundQuestion
CLC debütierten offiziell am 19. März 2015 mit der Single Pepe und dem Mini-Album First Love. First Love stieg auf Platz 9 der Gaon Album Charts. Zu dieser Zeit bestand die Gruppe noch aus fünf Mitgliedern: Seunghee, Yujin, Seungyeon, Sorn und Yeeun. Am 16. April veröffentlichten CLC schon die nächste Single Eighteen. Die Single wurde allerdings nur zum Download angeboten und konnte sich auch nicht in den Gaon Charts positionieren. Einige Wochen später, am 28. Mai, folgte schon das nächste Mini-Album Question zusammen mit der Single Like (궁금해). Question konnte sich, wie zuvor schon First Love auf Platz 9 der Charts positionieren. Like schaffte es nur bis auf Platz 173.

### 2016: Neue Mitglieder,Refreshund Debüt in Japan
Am 26. Februar gab Cube Entertainment bekannt, dass CLC am 29. Februar mit einem neuen Mini-Album Refresh, der Single High Heels (예뻐지게) und zwei neuen Mitgliedern zurückkehren würden. Einen Tag später wurden die beiden Neuen namentlich bekannt: Kwon Eunbin und Elkie Chong aus Hongkong.
Eunbin war zu dieser Zeit noch Teilnehmerin der Survival-Show „Produce 101“ und hätte daher, aus vertraglichen Gründen, nicht zu CLC stoßen können. Cube Entertainment erklärte die Situation folgendermaßen: Eunbin gehörte eigentlich schon 2015 zur Gruppe, wurde aber zum Trainee zurückgestuft als sich die Veröffentlichung des neuen Albums immer wieder verzögerte. Daraufhin wurde sie Teilnehmerin von „Produce 101“ und hätte daher erst zur Gruppe stoßen können, wenn sie aus der Show gewählt werden würde. In der Folge wurden alle Szenen mit Eunbin aus dem bereits gefilmten Musikvideo zu High Heels entfernt und von anderen Mitgliedern übernommen. Eunbin musste „Produce 101“ in der vorletzten Folge verlassen und das ursprüngliche Musikvideo wurde dann am 21. März veröffentlicht.
Am 13. April debütierten CLC offiziell in Japan mit dem Mini-Album High Heels und der gleichnamigen Single.
Am 30. Mai veröffentlichte die Gruppe ihr viertes Mini-Album in Korea Nu.Clear zusammen mit der Single No Oh Oh (아니야). Der Verkauf der CD wurde jedoch auf den 3. Juni verschoben. Die CDs wurden verschrottet und neu produziert. Cube Entertainment sagte in einer Stellungnahme dazu, dass die Verantwortlichen mit der Produktion nicht zufrieden gewesen seien und man sich deshalb für diesen Schritt entschieden habe. Dies sei das erste Comeback mit allen sieben Mitgliedern und man wolle den Fans bessere Qualität bieten. Nu.Clear gelangte auf Platz 16 der Charts.
Am 27. Juli erschien CLCs zweites Mini-Album in Japan: Chamisma.
Am 27. Dezember gab Cube Entertainment bekannt, dass CLC im Januar 2017 ein neues Mini-Album veröffentlichen würden. Weiter hieß es, dass die Gruppe mit einem völlig neuen Konzept zurückkehren würde.

### 2017–2019:Crystyle, Black DressundNo
Am 27. Januar 2017 veröffentlichten CLC ihr fünftes Mini-Album Crystyle zusammen mit der Single Hobgoblin (도깨비). HyunA (Ex-Mitglied der Wonder Girls und 4Minute) war für Teile des Textes von Hobgoblin verantwortlich. Außerdem half sie der Gruppe beim Styling und der Choreografie des Musikvideos. Crystyle schaffte es auf Platz 10 der Charts.
Am 3. August kam das sechste Mini-Album Free’sm zusammen mit der Single Where Are You? (어디야?) auf den Markt. Auch hier fand wieder ein Konzeptwechsel statt. Free'sm gelangte bis auf Platz 10 der Charts.
Am 1. Februar 2018 erschien die digitale Single To the Sky als Vorab-Single zu CLCs siebten Mini-Album. Das Album, mit dem Namen Black Dress, erschien am 22. Februar zusammen mit der gleichnamigen Single.
Das achte Mini-Album No. 1 erschien am 30. Januar 2019 zusammen mit der Single No. Mit No gelang CLC der erste Sieg bei einer Musikshow. Am 29. Mai und 6. September erschienen die digitalen Singles Me (美) und Devil.

### 2020–heute:Helicopter
Nach einem Jahr ohne neue Veröffentlichungen erschien am 2. September 2020 das Single-Album Helicopter. 
In einem von einem Rechtsanwalt übermittelten Schreiben vom 25. Dezember 2020 verlangte Elkie die Auflösung ihres Vertrages mit Cube Entertainment. Als Gründe nannte sie nicht erhaltene Zahlungen und Gagen. Außerdem warf Elkie der Agentur vor, sie und die Gruppe zu vernachlässigen. Am 3. Februar 2021 bestätigte Cube Entertainment in einer Mitteilung Elkies Ausstieg aus der Gruppe und die Auflösung ihres Vertrages mit der Agentur.
Im August 2021 nahm Yujin an der südkoreanischen Fernsehshow Girls Planet 999 teil, durch welche sie dann am 3. Januar 2022 mit 8 anderen Teilnehmern in der Gruppe Kep1er debütierte.
Am 3. Februar 2021 gab Cube Entertainment bekannt, dass Elkie die Agentur und CLC verlassen habe. Am 16. November 2021 erfolgte die Bekanntmachung, dass Sorn die Agentur und CLC nach der Auflösung ihres Vertrages verlassen habe.
Im März 2022 gab Cube Entertainment bekannt, dass die Mitglieder Seungyeon und Yeeun ihren Vertrag mit der Agentur nicht verlängert haben. Seunghee und Eunbin hingegen arbeiten aktuell weiterhin unter der Agentur als Schauspieler. 
Seither betonte Sorn immer wieder, dass CLC als Gruppe immer noch existiert, aktuell aber jeder in seine eigene Richtung geht. 

## Mitglieder
| Bild                 | Name           | Geburtsname                    | Geburtstag (Alter)     | Geburtsort  | Position                                    |
| -------------------- | -------------- | ------------------------------ | ---------------------- | ----------- | ------------------------------------------- |
|                      | Seunghee 승희  | Oh Seung-hee 오승희            | 10. Oktober 1995 (29)  | Gwangju     | Main Vocal                                  |
|                      | Yujin 유진     | Choi Yu-jin 최유진             | 12. August 1996 (28)   | Jeonju      | Sub Vocal, Lead Dance, Sub Rap              |
|                      | Eunbin 은빈    | Kwon Eun-bin 권은빈            | 6. Januar 2000 (25)    | Seoul       | Sub Vocal, Sub Rap                          |
| Ehemalige Mitglieder |                |                                |                        |             |                                             |
|                      | Seungyeon 승연 | Jang Seung-yeon 장승연         | 6. November 1996 (28)  | Seongnam    | Team leader Lead Vocal, Main Dance, Sub Rap |
|                      | Sorn 손        | Chonnasorn Sajakul ชลนสร สัจจกุล | 18. November 1996 (28) | Bangkok     | Lead Vocal                                  |
|                      | Yeeun 예은     | Jang Ye-eun 장예은             | 10. August 1998 (26)   | Dongducheon | Sub Vocal, Main Rap                         |
|                      | Elkie 엘키     | Chong Ting-yan 莊錠欣          | 2. November 1998 (26)  | Hongkong    | Lead Vocal, Lead Dance                      |

## Diskografie

### EPs
| Jahr               | Titel Musiklabel                                         | Höchstplatzierung, Gesamtwochen, AuszeichnungChartplatzierungen (Jahr, Titel, Musiklabel, Platzierungen, Wochen, Auszeichnungen, Anmerkungen) | Höchstplatzierung, Gesamtwochen, AuszeichnungChartplatzierungen (Jahr, Titel, Musiklabel, Platzierungen, Wochen, Auszeichnungen, Anmerkungen) | Anmerkungen                            |
| Jahr               | Titel Musiklabel                                         | KR | JP | Anmerkungen                            |
| ------------------ | -------------------------------------------------------- | --- | --- | -------------------------------------- |
| Südkoreanische EPs |                                                          | | |                                        |
|                    |                                                          | | |                                        |
| 2015               | First Love Cube Entertainment, Stone Music Entertainment | KR9 (7 Wo.)KR | — | Erstveröffentlichung: 19. März 2015    |
| 2015               | Question Cube Entertainment, Stone Music Entertainment   | KR9 (4 Wo.)KR | — | Erstveröffentlichung: 28. Mai 2015     |
| 2016               | Refresh Cube Entertainment, Stone Music Entertainment    | KR6 (2 Wo.)KR | — | Erstveröffentlichung: 29. Februar 2016 |
| 2016               | Nu.Clear Cube Entertainment, Stone Music Entertainment   | KR16 (6 Wo.)KR | — | Erstveröffentlichung: 30. Mai 2016     |
| 2017               | Crystyle Cube Entertainment, Stone Music Entertainment   | KR10 (6 Wo.)KR | — | Erstveröffentlichung: 17. Januar 2017  |
| 2017               | Free’sm Cube Entertainment, Stone Music Entertainment    | KR10 (6 Wo.)KR | — | Erstveröffentlichung: 3. August 2017   |
| 2018               | Black Dress Cube Entertainment, LOEN Entertainment       | KR12 (6 Wo.)KR | — | Erstveröffentlichung: 22. Februar 2018 |
| 2019               | No. 1 Cube Entertainment, Kakao M                        | KR4 (7 Wo.)KR | — | Erstveröffentlichung: 30. Januar 2019  |
| Japanische EPs     |                                                          | | |                                        |
|                    |                                                          | | |                                        |
| 2016               | High Heels Cube Entertainment Japan                      | — | JP23 (1 Wo.)JP | Erstveröffentlichung: 13. April 2016   |
| 2016               | Chamisma Cube Entertainment Japan                        | — | JP16 (1 Wo.)JP | Erstveröffentlichung: 27. Juli 2016    |

### Single-Alben
| Jahr | Titel                                   | Höchstplatzierung, Gesamtwochen, AuszeichnungChartsChartplatzierungen (Jahr, Titel, Platzierungen, Wochen, Auszeichnungen, Anmerkungen) | Anmerkungen                             |
| Jahr | Titel                                   | KR | Anmerkungen                             |
| ---- | --------------------------------------- | --- | --------------------------------------- |
| 2020 | Helicopter Cube Entertainment, Kakako M | KR8 (4 Wo.)KR | Erstveröffentlichung: 2. September 2020 |

### Singles
Koreanische Singles
- 2015: Pepe
- 2015: Eighteen
- 2015: Like (궁금해)
- 2016: High Heels (예뻐지게)
- 2016: No Oh Oh (아니야)
- 2017: Hobgoblin (도깨비)
- 2017: Where Are You? (어디야?)
- 2018: To the Sky
- 2018: Black Dress
- 2019: No
- 2019: Me (美)
- 2019: Devil
- 2020: Helicopter

Japanische Singles
- 2016: High Heels
- 2016: Chamisma

## Auszeichnungen

### Preisverleihungen
- 2015
  - Korean Culture Entertainment – Rookie Award
  - KMC Radio Awards – Rookie of the Year[32]

- 2018
  - Daradaily Award – The Next Rising Star of Asia Award[33]

- 2019
  - Soribada Best K-Music Awards – Music Star Award[34]
  - KBrasil Music Awards – Album of the Year (No. 1)[35]

### Musikshows
| Jahr | Datum       | Titel |
| ---- | ----------- | ----- |
| 2019 | 12. Februar | No    |
| 2019 | 19. Februar | No    |